# Jon Peters
Jon Peters (Los Angeles, 2 giugno 1945) è un produttore cinematografico statunitense.

## Biografia

### Carriera
Nel 1956 - in età preadolescenziale - appare come comparsa nel film I dieci comandamenti; poiché servivano persone dalla capigliatura scura, che in totale saranno circa 5.000. Specializzato come parrucchiere sin da giovane, riceve come cliente la cantante Barbra Streisand, grazie alla quale entra nell'industria cinematografica. In un periodo che va dal 1980 sino agli inizi degli anni novanta, ha partecipato come produttore esecutivo in partnership col produttore della Sony Pictures, Peter Guber.

#### Superman Lives
Sul finire del 1999, Peters contatta il regista e sceneggiatore Kevin Smith per proporgli un lucroso progetto per riavviare il franchise di Superman, The Death of Superman. Per alcuni anni, Smith si è occupato di stendere vari script, in cui venivano tolte ed inserite capacità all'Uomo d'Acciaio (es. impossibilità di volare). Il film avrebbe incluso gli acerrimi nemici del supereroe, ovvero Doomsday e Brainiac; inizialmente era anche previsto uno scontro finale con un androide gigante a forma di ragno, ipotesi successivamente scartata. In oltre due anni di lavoro, Peters e la Warner Bros. spesero oltre 50.000.000 $ per il film, che infine venne annullato per il continuo aumentare dei costi, a cui si aggiunse una costante tensione sul set. L'idea di riportare Superman sul grande schermo non fu comunque abbandonata, e nel 2006 esce infatti Superman Returns diretto da Bryan Singer; tra i quali figura Peters come produttore esecutivo.

#### Sandman
Sempre negli anni '90 era previsto l'adattamento cinematografico di Sandman, supereroe le cui storie sono state pubblicate dalla DC Comics. Il creatore del supereroe, Neil Gaiman, scrisse una sceneggiatura e la inviò alla Warner Bros., che la rifiutò definendola la peggiore storia su Sandman mai scritta. Dopo anni di fermo, il film fu inserito nei "progetti a lungo termine" nel tardo 2001. Durante un'intervista a Gaiman nel 2005, il fumettista parlò del film:
Come per Superman Lives, Peters insistette per l'inserimento di un ragno gigante come coantagonista.

### Critiche
Peters è stato spesso oggetto di critiche circa il suo modo di giudicare i film d'azione; ciò che gli viene osteggiato è la sua visione egomaniacale ed eccentrica circa i personaggi principali, togliendo così la sostanza ai film.

### Licorice Pizza
Nel 2021 nel nuovo film di Paul Thomas Anderson Licorice Pizza, in mezzo a diversi personaggi solo ispirati a figure reali, ce n’è però uno che conserva il suo vero nome: è Jon Peters e l'episodio raccontato è realmente accaduto, ma Anderson ha modificato sostanzialmente quello che accadde

### Vita privata
Dopo alcuni anni di convivenza, nel 1962 si sposa con Marie Zampirella, dalla quale divorzia cinque anni più tardi. Dopo la rottura con Zampirella, inizia un rapporto con l'attrice Lesley Ann Warren, con cui si unirà in matrimonio il 13 maggio 1967. I due hanno un figlio, Christopher Peters, nel 1968 e divorziano nel 1975. Dal 1973 al 1982 ha una lunga relazione con Barbra Streisand; successivamente inizia a frequentare Christine Forsyth-Peters, con la quale si sposa nel giugno 1987, per poi divorziare nel 1993 dopo la nascita di due figli, Caleigh e Skye. Dal 2001 al 2004 è stato sposato con Mindy Williamson.
Il 20 gennaio 2020, con una cerimonia privata a Malibu, si è sposato con l'attrice Pamela Anderson, conosciuta una trentina d'anni prima. Dopo appena 12 giorni di matrimonio, la coppia annuncia il proprio divorzio. Il 28 maggio 2020, Anderson ha dichiarato al New York Times che non si è trattato di un matrimonio, bensì di un semplice ritrovamento tra vecchi amici senza alcun documento legale. Nel febbraio del 2020, tre settimane dopo la fine della relazione con la celebre "bagnina", viene annunciato il suo fidanzamento con l'attrice Julia Bernheim.

## Filmografia
- È nata una stella (A Star Is Born) (1976)
- Occhi di Laura Mars (Eyes of Laura Mars) (1978)
- Ma che sei tutta matta? (The Main Event) (1979)
- Die Laughing (1980)
- Palla da golf (Caddyshack) (1980)
- Un lupo mannaro americano a Londra (An American Werewolf in London) (1981)
- Missing - Scomparso (Missing) (1982)
- Niki (Six Weeks) (1982)
- Flashdance (1983)
- D.C. Cab (1983)
- Television and the Presidency (1984) - Film TV
- Dreams (1984) - Serie TV
- The Toughest Man in the World (1984) - Film TV
- Crazy for You - Pazzo per te (Vision Quest) (1985)
- La leggenda di Billie Jean (The Legend of Billie Jean) (1985)
- Oceanquest (1985) - Serie TV
- Signori, il delitto è servito (Clue) (1985)
- Il colore viola (The Color Purple) (1985)
- Palle d'acciaio (Head Office), regia di Ken Finkleman (1985)
- Cro Magnon: odissea nella preistoria (The Clan of the Cave Bear) (1986)
- Spalle larghe (Youngblood) (1986)
- Giustizia violenta (The Brotherhood of Justice) (1986) - Film TV
- Le streghe di Eastwick (The Witches of Eastwick) (1987)
- Salto nel buio (Innerspace) (1987)
- Who's That Girl' (1987)
- Rogo (Bay Cover) (1987)
- Superman 50th Anniversary (1988) - Documentario
- Nightmare a Bittercreek (Nightmare at Bittercreek) (1988) - Film TV
- Due palle in buca (Caddyshack II) (1988)
- Gorilla nella nebbia (Gorillas in the Mist: The Story of Dian Fossey) (1988)
- Missing Link (1988)
- Rain Man - L'uomo della pioggia (Rain Man) (1988)
- Finish Line (1989) - Film TV
- Batman (1989)
- Tango & Cash (1989)
- Il falò delle vanità (The Bonfire of the Vanities) (1990)
- Batman - Il ritorno (Batman Returns) (1992)
- Voglia di ricominciare (This Boy's Life) (1993)
- 110 e lode (With Honors) (1994)
- Money Train (1995)
- Fuga dalla Casa Bianca (My Fellow Americans) (1996)
- Rosewood (1997)
- Wild Wild West (1999)
- Alì (2001)
- Superman Returns (2006)